# Akari Ogata

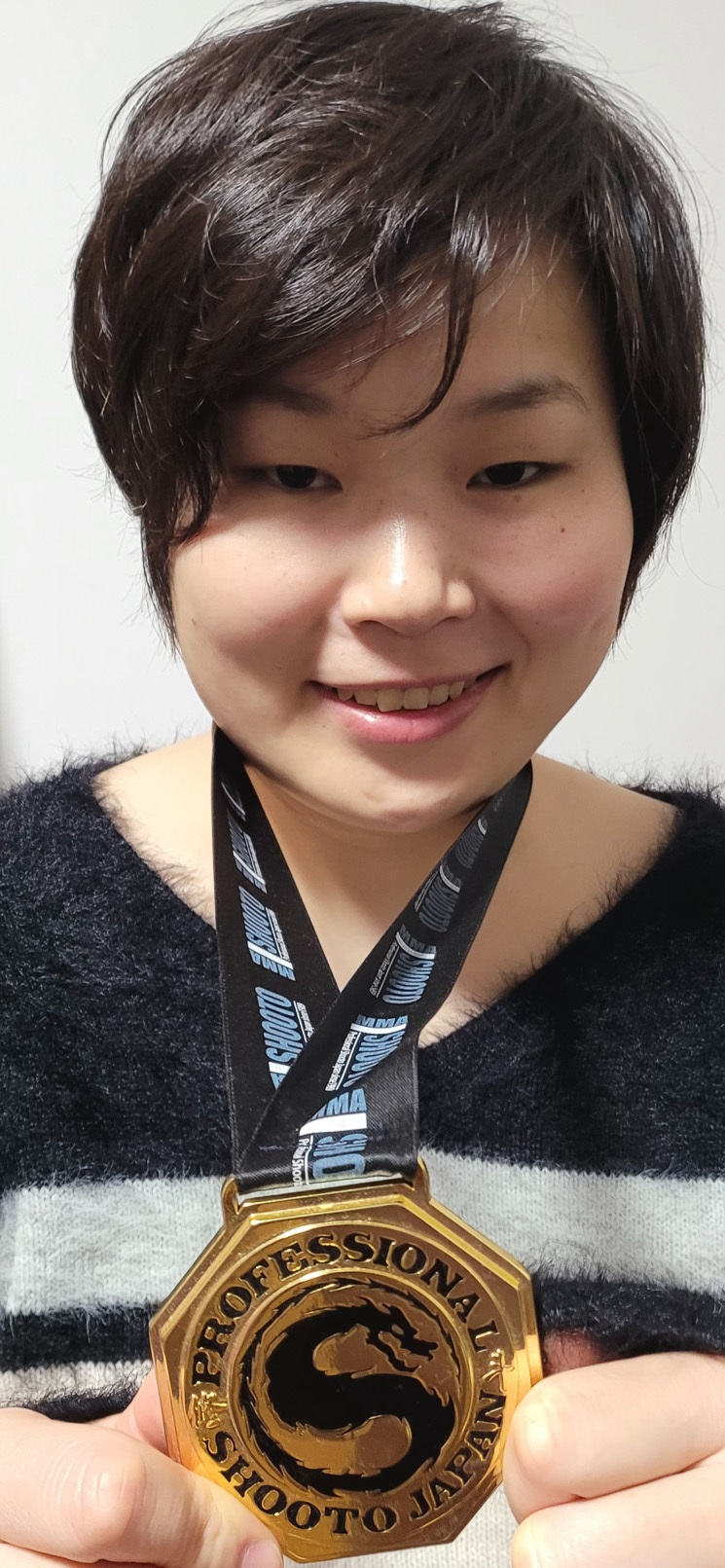
Akari Ogata, 2023

Akari Ogata (jap. 緒方亜香里, Ogata Akari; * 24. September 1990 in Uki) ist eine ehemalige japanische Judoka, die 2010 Weltmeisterschaftsdritte und 2011 Weltmeisterschaftszweite war.

## Sportliche Karriere
Die 1,71 m große Akari Ogata kämpfte im Halbschwergewicht, der Gewichtsklasse bis 78 Kilogramm. 2009 war sie Juniorenweltmeisterin, wobei sie im Finale Kayla Harrison aus den Vereinigten Staaten bezwang. Anderthalb Monate danach siegte sie beim Grand-Slam-Turnier in Tokio. Anfang 2010 gewann sie auch das Grand-Slam-Turnier in Paris. Beim Grand Slam in Rio de Janeiro verlor sie im Finale gegen ihre Landsfrau Ruika Satō. Bei den Weltmeisterschaften  in Tokio unterlag sie im Viertelfinale der Ukrainerin Maryna Pryschtschepa. Mit Siegen über die Französin Céline Lebrun und die Deutsche Heide Wollert sicherte sich Ogata eine Bronzemedaille. Im November 2010 erreichte Ogata das Finale bei den Asienspielen, dort unterlag sie der Südkoreanerin Jeong Gyeong-mi.
2011 siegte Ogata beim Grand Slam in Moskau. Bei den Weltmeisterschaften in Paris bezwang sie im Viertelfinale die Niederländerin Marhinde Verkerk und im Halbfinale die Brasilianerin Mayra Aguiar, im Finale unterlag sie der Französin Audrey Tcheuméo. Ende des Jahres siegte Ogata zum zweiten Mal beim Grand Slam von Tokio. 2012 belegte sie den dritten Platz beim Grand Slam von Paris. Im April siegte sie zum ersten Mal bei den japanischen Meisterschaften. Bei den Olympischen Spielen 2012 in London gewann sie ihren ersten Kampf gegen Jeong Gyeong-mi, schied aber im Achtelfinale gegen Marhinde Verkerk aus. Nach zweiten Plätzen bei den Grand-Slam-Turnieren in Tokio 2012 und in Paris 2013 schied sie bei den Weltmeisterschaften 2013 in Rio de Janeiro in der ersten Runde gegen Marhinde Verkerk aus. Ogata war noch bis 2017 international aktiv, nahm aber nicht mehr an großen Meisterschaften teil.